# کارول اشتراسبورگر
کارول اشتراسبورگر (لهستانی: Karol Strasburger؛ زادهٔ ۲ ژوئیه ۱۹۴۷) بازیگر و مجری اهل لهستان است.
از فیلم‌ها یا مجموعه‌های تلویزیونی که وی در آن‌ها نقش داشته است، می‌توان به سرنوشت‌های لهستانی، چهل‌ساله، خط تأخیر، زندگی خانوادگی، ع چون عشق، عشق اول، ۳۹ و نیم، در خیابان سپولنی، ماگدا ام.، جهان به روایت خانواده کیپسکی، طایفه، صفر-هفت، به‌گوشم و روزها و شب‌ها اشاره نمود.